# Watering Cove
Die Watering Cove (von englisch watering ‚Bewässerung, Wasserübernahme‘) ist eine kleine Nebenbucht des Stromness Harbour von Südgeorgien im Südatlantik. Sie liegt zwischen der ehemaligen Walfangstation Stromness und dem Harbour Point.
Das UK Antarctic Place-Names Committee benannte sie 2013. Namensgebend ist der Umstand, dass sich in früheren Zeiten Walfänger in dieser Bucht mit Frischwasser versorgt hatten.